# Kieler Förde

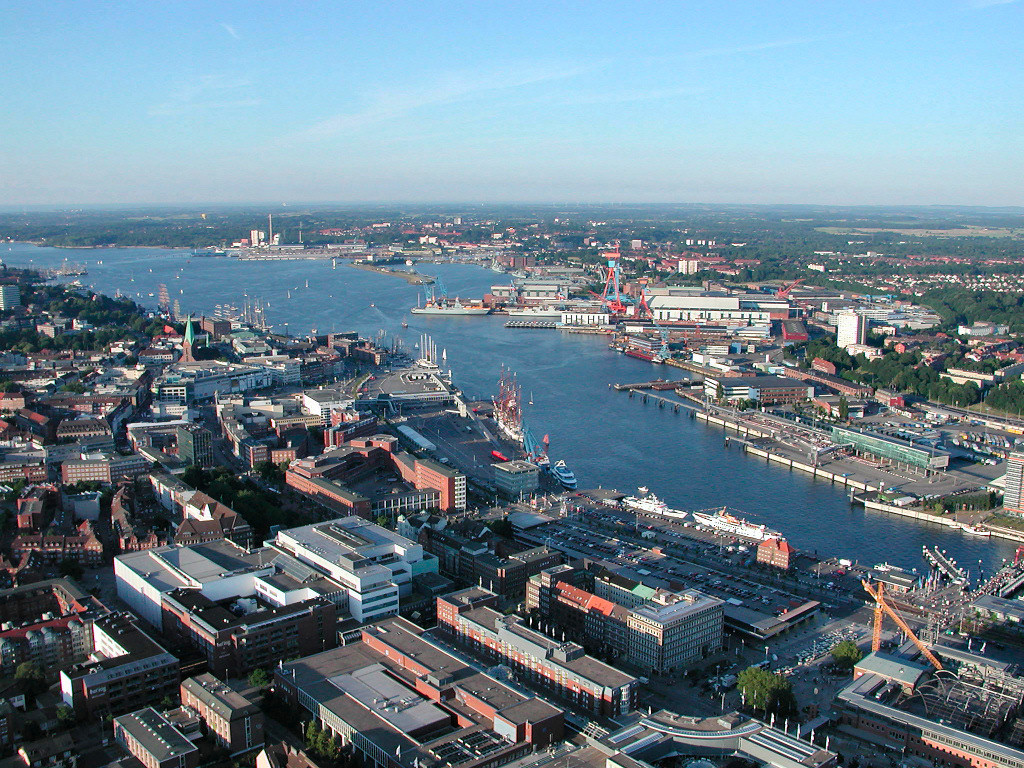
Kieler Innenförde, Blickrichtung nach Nordosten. Links am Westufer das Stadtzentrum. Rechts das Ostufer mit der größten deutschen Werft HDW, Ende 2012 umbenannt in ThyssenKrupp Marine Systems (TKMS). Am rechten Bildrand ist der damals im Umbau befindliche Hauptbahnhof zu erkennen (Luftaufnahme von 2003).
----
Bild-Ecke rechts unten: Hauptbahnhof mit Bahnhofsvorplatz, links gegenüber der damalige ZOB mit aufgesatteltem Parkdeck. Detaillierte Legende bei Klick auf das Bild.

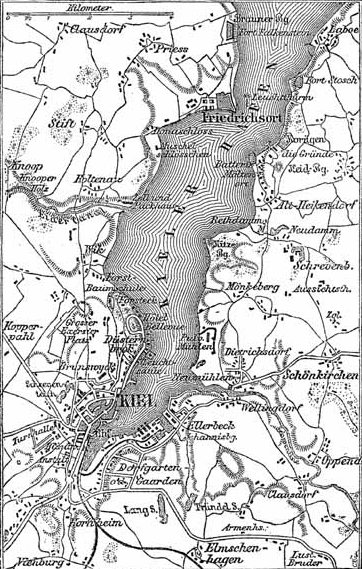
Historische Karte (um 1888)

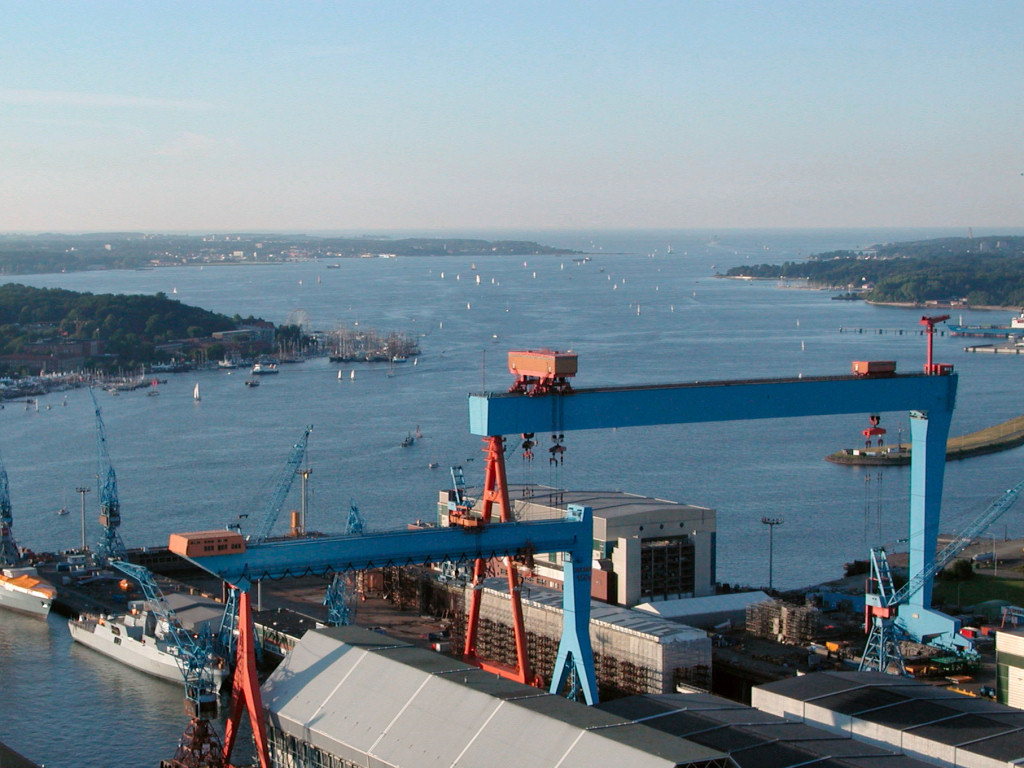
Kieler Förde (im Wesentlichen Außenförde), Blickrichtung nach Norden zur Ostsee; im Vordergrund die Portalkräne von HDW (Werft). Luftaufnahme 2003.
----
Westufer (links): Gebäude der Landesregierung Schleswig-Holsteins und alter Olympiahafen (Olympische Segelwettbewerbe 1936) mit einer Anzahl Großsegler, die traditionell während der Kieler Woche dort festmachen; die sich links dahinter erstreckende Hafeneinbuchtung führt zum Nord-Ostsee-Kanal. Links oben am Horizont: Hinter der nördlichsten Landzunge, die sich von Westen ins Bild schiebt, liegt in Kiel-Schilksee der neuere Olympiahafen (Olympische Segelwettbewerbe von 1972).
----
Ostufer (rechts): Grünzüge der kleineren Orte Mönkeberg, Kitzeberg, Heikendorf und Möltenort. Oberhalb ist am Horizont das Marine-Ehrenmal Laboe zu erkennen, dessen oberste Aussichtsplattform (95 m Höhe) einen weiten Blick in die Kieler Förde und nach Norden über die Ostsee bis zu den südlichen dänischen Inseln gestattet. Detaillierte Legende bei Klick auf das Bild.

Die Kieler Förde (dänisch Kiel Fjord und Kielerfjorden) ist eine rund 17 Kilometer lange, schmale Förde an der Ostsee, die durch Gletscherbewegungen in der letzten Eiszeit entstanden ist. Sie liegt zwischen den Landschaften Dänischer Wohld im Westen und Wagrien im Osten und erstreckt sich von ihrem südlichen Ende, der Hörn neben dem Stadtzentrum von Kiel, bis zur Außenförde, die in die Kieler Bucht übergeht. An der „Friedrichsorter Enge“ ist die Förde, die einen natürlichen Tiefwasserhafen bildet, nur einen Kilometer breit und wurde früher durch die Festung Friedrichsort gesichert. Die Binnenförde umfasst in etwa eine Fläche von 45 Quadratkilometern.
Bei Neumühlen-Dietrichsdorf/Wellingdorf am Ostufer mündet der Fluss Schwentine in die Förde. In Kiel-Holtenau am Westufer befinden sich die Schleusenanlagen des Nord-Ostsee-Kanals (NOK; internationale Bezeichnung Kiel Canal, bis 1948 in Deutschland Kaiser-Wilhelm-Kanal). Die meistbefahrene künstliche Wasserstraße der Welt verbindet die Nordsee (Elbmündung) mit der Ostsee und erspart der internationalen Schifffahrt den bis zu etwa 800 Kilometer längeren Weg um die Halbinsel Jütland durch Skagerrak und Kattegat. Im Jahr 2012 passierten 34.879 Schiffe (33.522 im Jahr 2011) Kanal und Förde.

## Liste der Fördeorte
Im Uhrzeigersinn, im Norden beginnend:

### Ostufer
- Heidkate (Gemeinde Wisch (Holstein))
- Wendtorf (Urlaubsort, Yachthafen)
- Stein
- Ostseebad Laboe (Urlaubsort, Marine-Ehrenmal, U-Boot 995, Fischerei- und Gewerbehafen, Museumshafen und 2 Yachthäfen)
- Möltenort (Gemeinde Heikendorf – Fischerei- und Sporthafen)
- Heikendorf (U-Boot-Ehrenmal)
- Kitzeberg (Gemeinde Heikendorf)
- Mönkeberg (Yachthafen)
- Neumühlen-Dietrichsdorf (Stadt Kiel – Handelshafen: Ostuferhafen)
- Wellingdorf (Stadt Kiel – südliche Schwentinemündung)
- Ellerbek (Stadt Kiel – ehemaliges Fischerdorf, jetzt Arsenal)
- Gaarden-Ost (Stadt Kiel – Howaldtswerke-Deutsche Werft AG)

### Westufer
- Kiel-Zentrum (Anlegestellen der großen Skandinavienfähren)
- Düsternbrook (Stadt Kiel)
- Wik (Stadt Kiel)
- Holtenau (Stadt Kiel – Nord-Ostsee-Kanal)
- Pries & Friedrichsort (Stadt Kiel – traditionsreicher Industriestandort) – mit dem Falckensteiner Strand, Kiels kurtaxfreiem Strand in Friedrichsort
- Schilksee (Stadt Kiel – mit dem Olympiazentrum Schilksee)
- Strande (Fischerei- und Sporthafen)
- Bülk (Gemeinde Strande – Bülker Leuchtturm)

Durch die Kieler Förde verläuft auch die Grenze zwischen den beiden Landesteilen und früheren Herzogtümern Schleswig und Holstein. Die nördlich des Nord-Ostsee-Kanals befindlichen Orte (Holtenau, Friedrichsort mit Falckenstein, Schilksee, Strande und Bülk) gehören zum Landesteil Schleswig bzw. Südschleswig, während die übrigen Orte und Stadtteile zum Landesteil Holstein zu zählen sind.

## Verkehr und Nutzung
Auf der Kieler Förde herrscht stets reger Schiffsverkehr, der vor allem durch Handelsschiffe, die den Nord-Ostsee-Kanal passieren, Auto- und Personenfähren von und nach Skandinavien, Hafenfähren, Segel- und Motorboote verursacht wird, die in den genannten Fördeorten eine hohe Dichte von Liegeplätzen vorfinden.
Unter der Förde verläuft der 1368 Meter lange Fernwärmetunnel Kiel.

## Maritimer Lebensraum
Die Kieler Förde ist durch Uferbefestigungen, Hafenanlagen und Schiffsverkehr stark vom Menschen geformt. Dennoch nutzen mindestens 30 verschiedene Fischarten die Förde als Lebensraum. Ständige Fördebewohner sind zum Beispiel der bizarre Seeskorpion und diverse Grundelarten. Dem Dorsch (Kabeljau) dient die Förde vor allem als Kinderstube. Angelockt vom Flusswasser der Schwentine kommen auf ihren Laichwanderungen Lachse, Meerforellen und Heringe in die Förde. Aufgrund der Süßwasserzuflüsse umfasst die Fauna auch salztolerante Süßwasserarten wie Flussbarsch und Hecht.

## Eiswinter
Als Ostseehafen war die Kieler Förde häufig von Vereisung betroffen. In den Jahren zwischen 1849 und 1897 musste die Förde deswegen in 22 Wintern gesperrt werden. Einen sehr strengen Winter gab es 1929. Nach dem Zweiten Weltkrieg zählten die Jahre 1947, 1956, 1963 und 1978/1979 (Schneekatastrophe 1978/1979) zu den Eiswintern, in denen Eisbrecher zum Einsatz kamen, um Fahrrinnen für die Schifffahrt freizumachen. Der Klimawandel macht Eiswinter in Zukunft eher unwahrscheinlich.

## Bilder

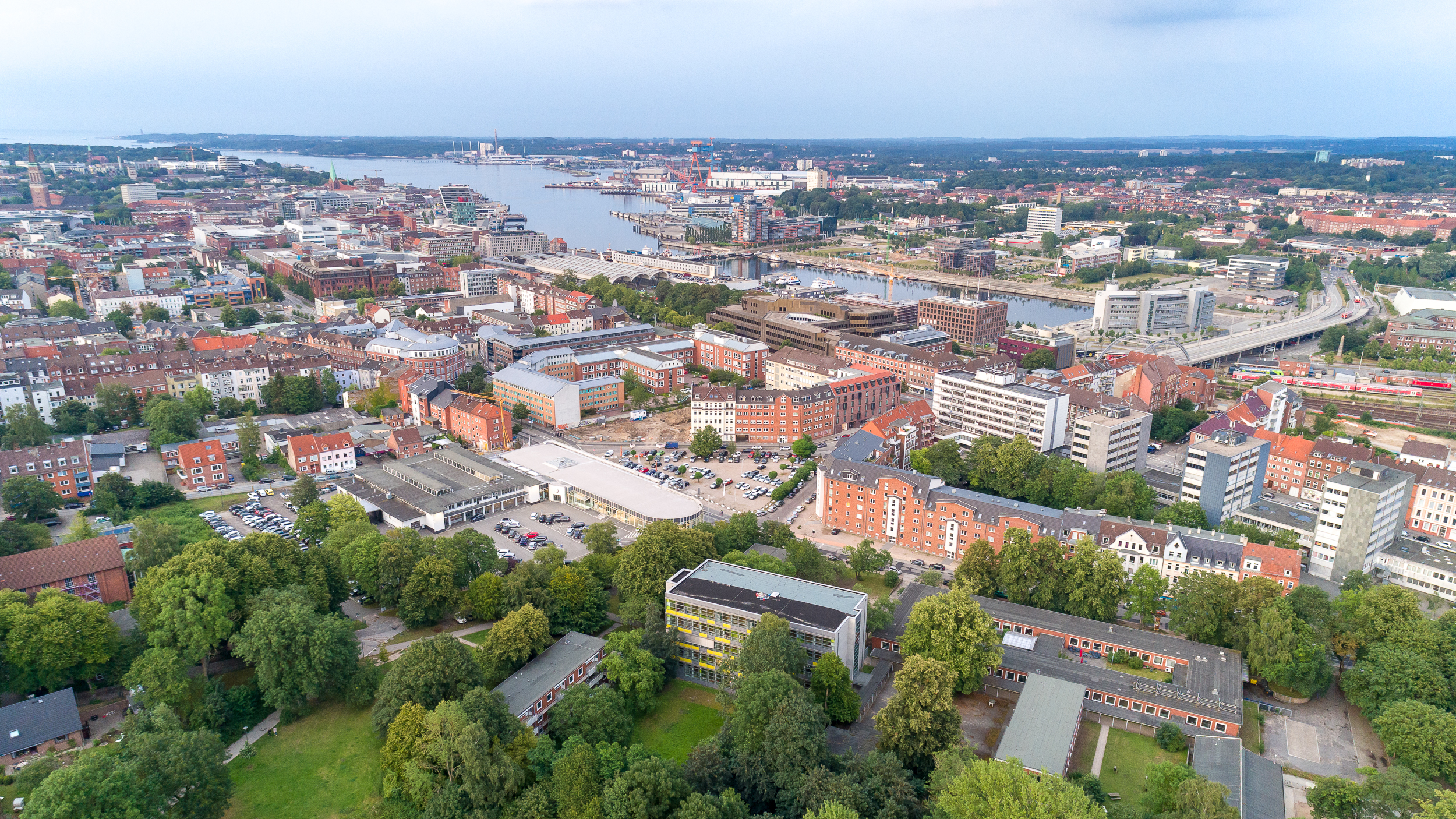
Kieler Förde
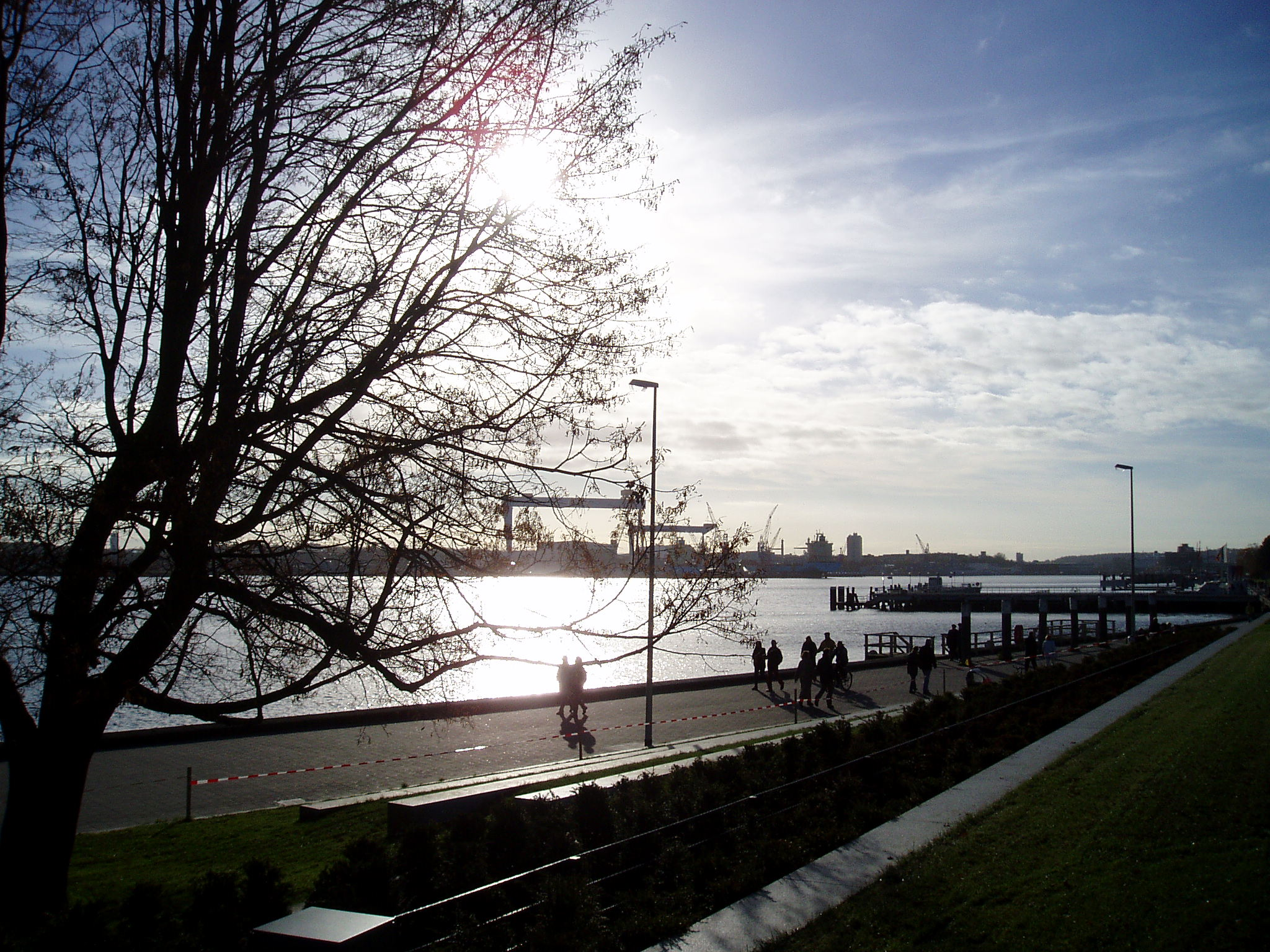
Kieler Förde, Ausblick vom Landeshaus Kiel
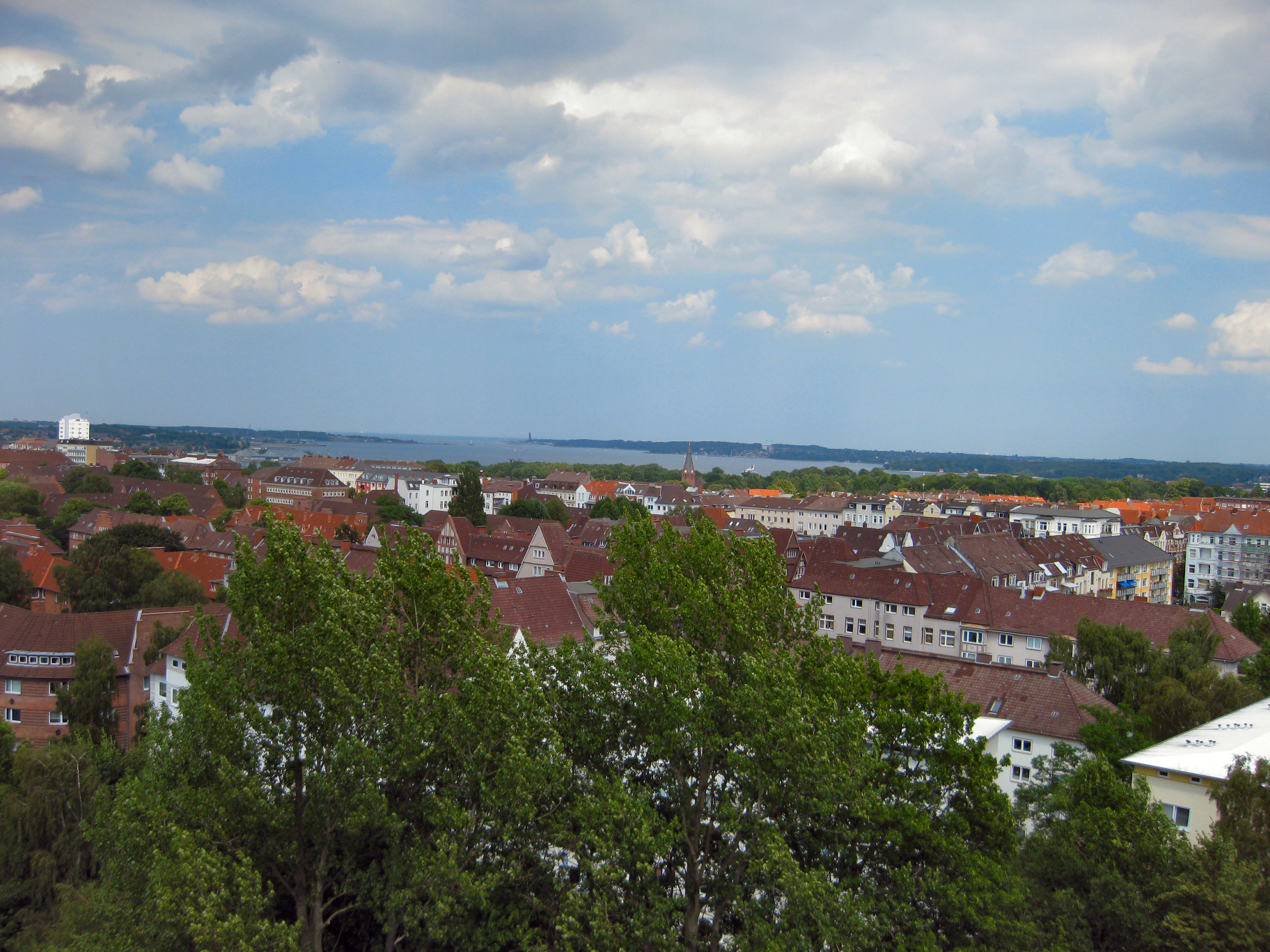
Kieler Förde, Ausblick vom Wasserturm Ravensberg
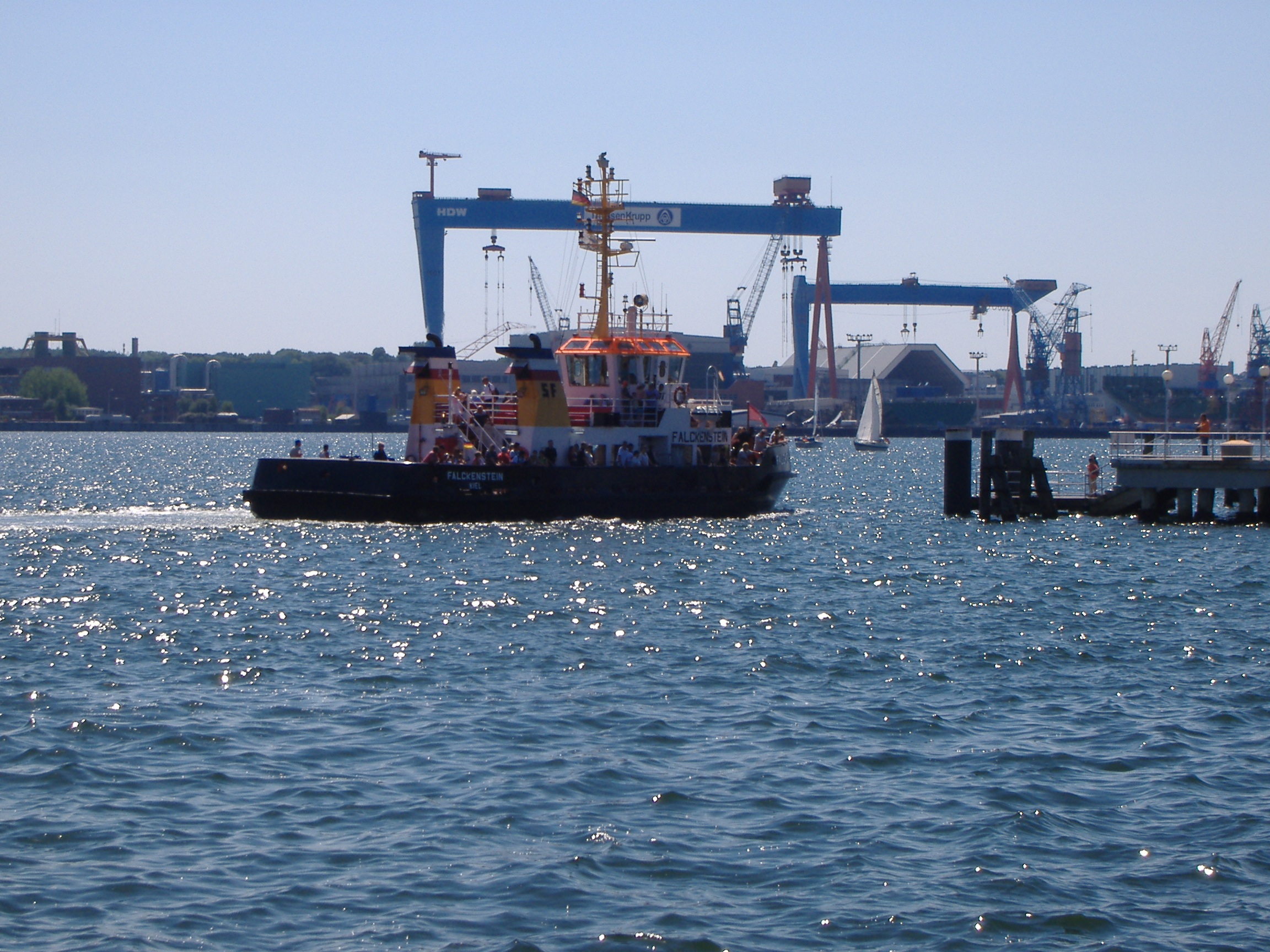
Fördedampfer „Falckenstein“, im Hintergrund die Werft HDW
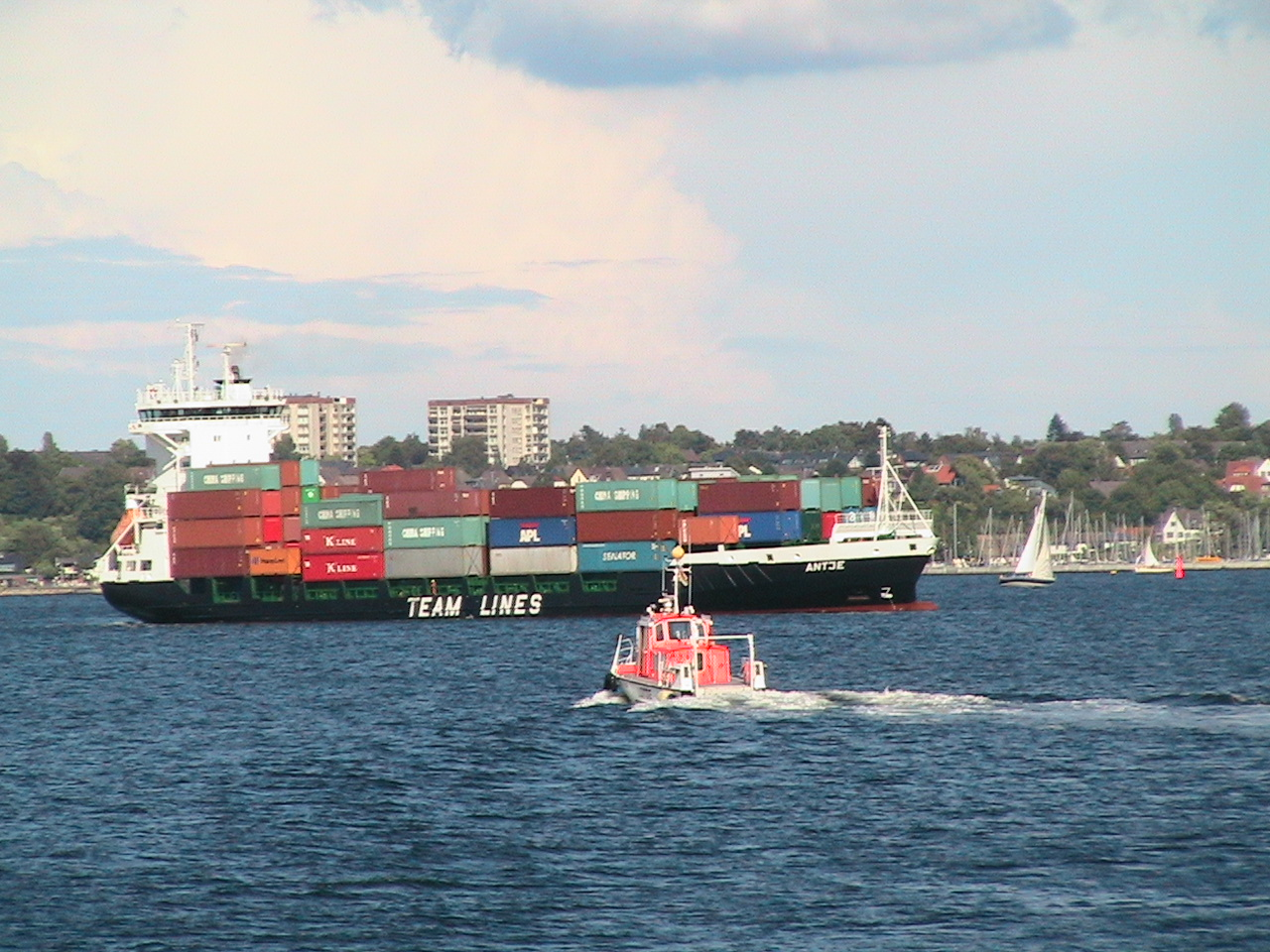
Lotseneinsatz auf der Kieler Förde
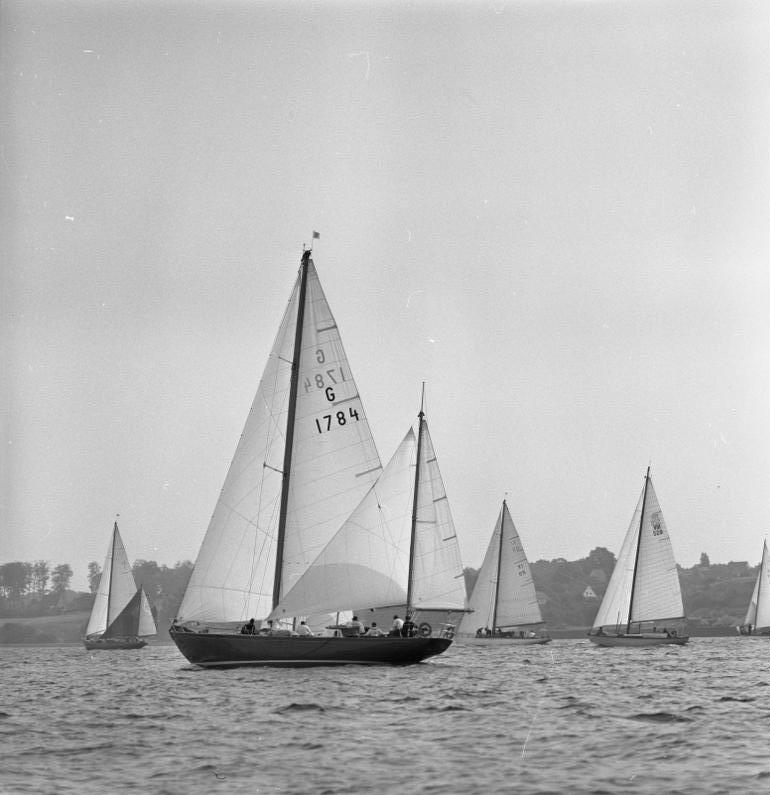
Segeln auf der Kieler Förde
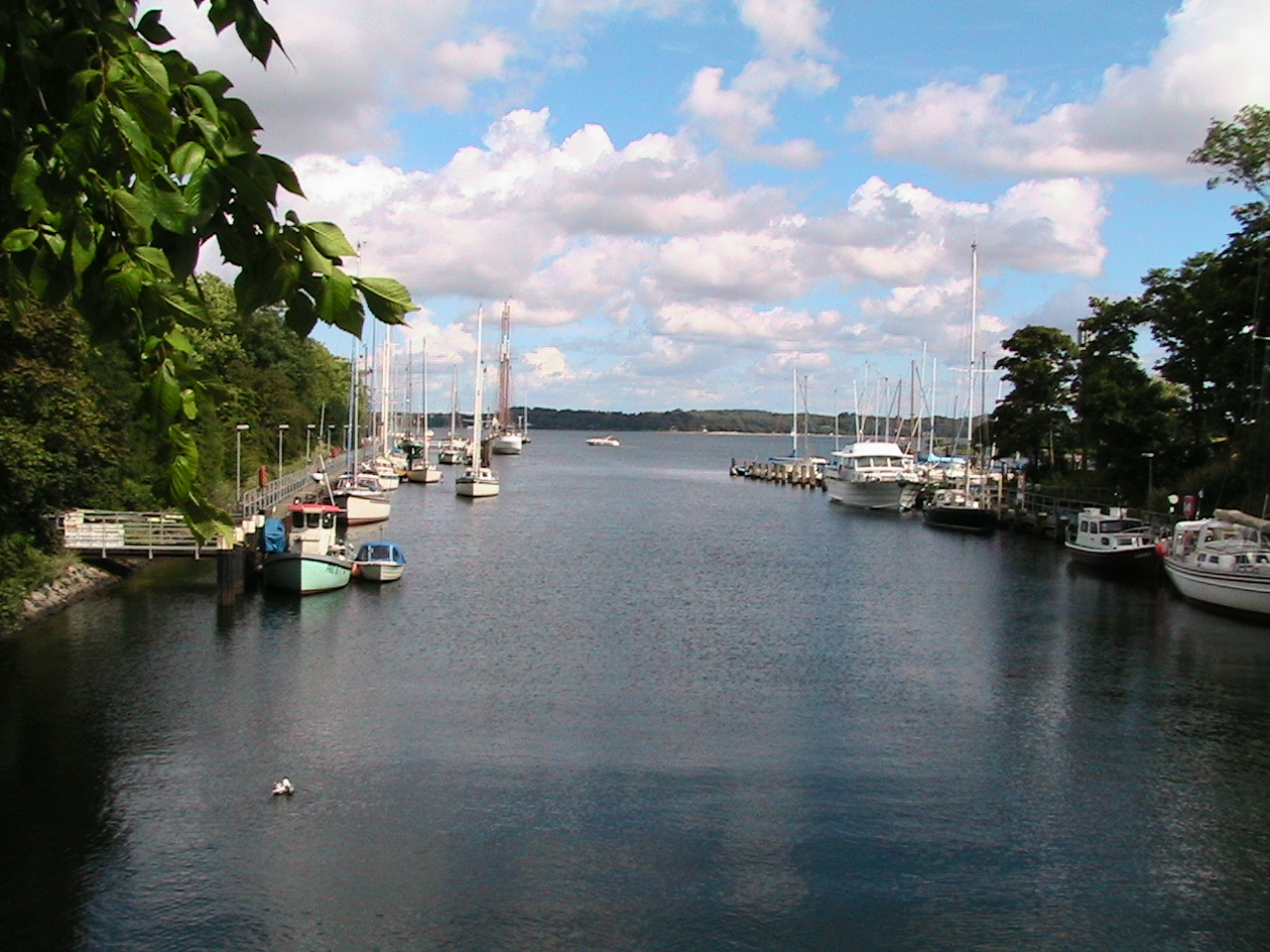
Blick von der Brücke der Schleusenstrasse Richtung Kieler Förde in Holtenau
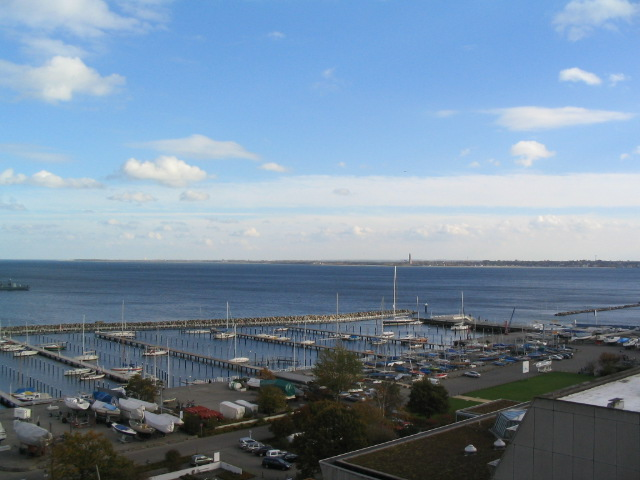
Ehemaliger Olympiahafen, im Hintergrund das Marine-Ehrenmal
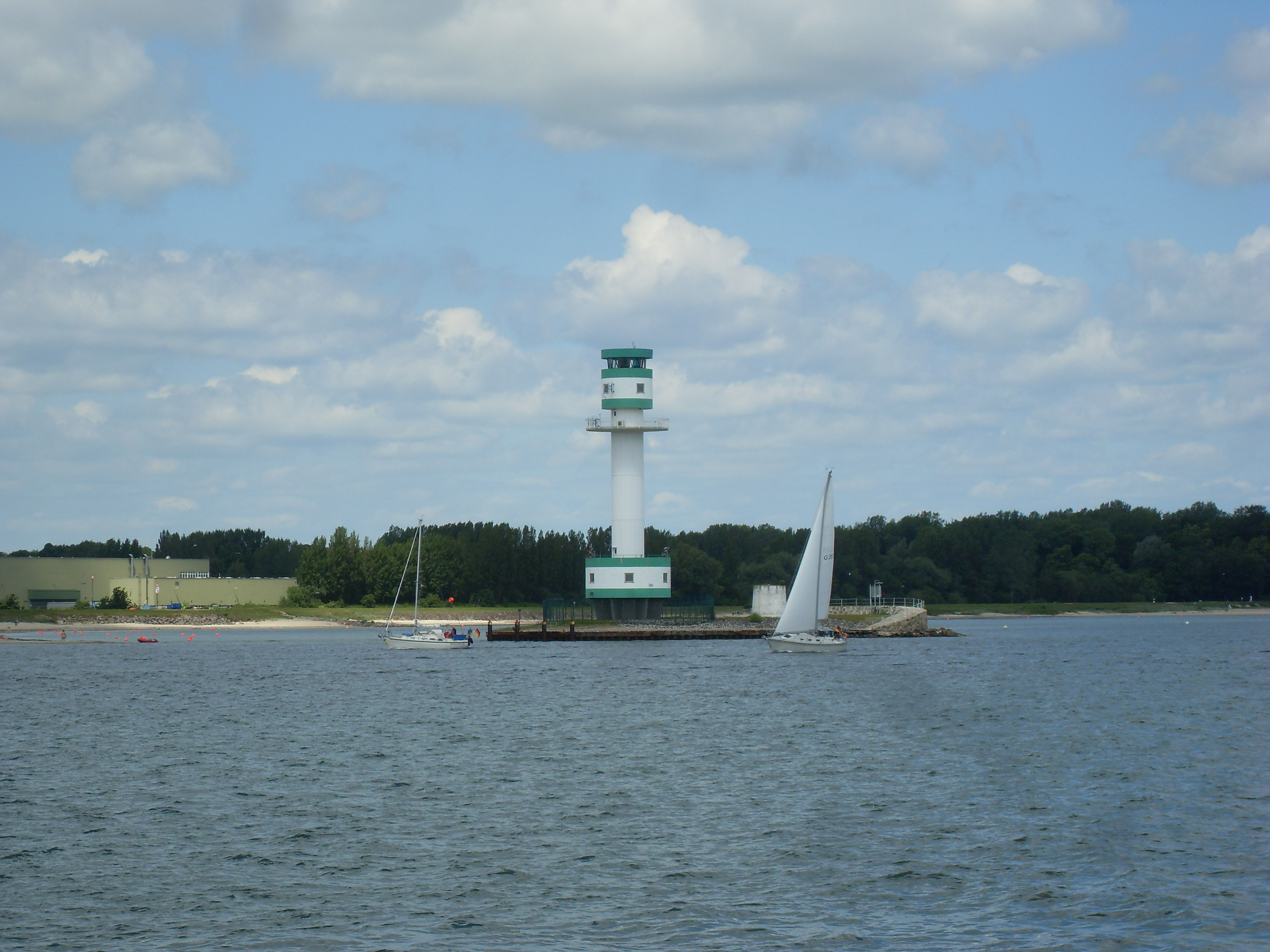
Leuchtturm Friedrichsort am Falkensteiner Ufer vor dem Stadtteil Friedrichsort
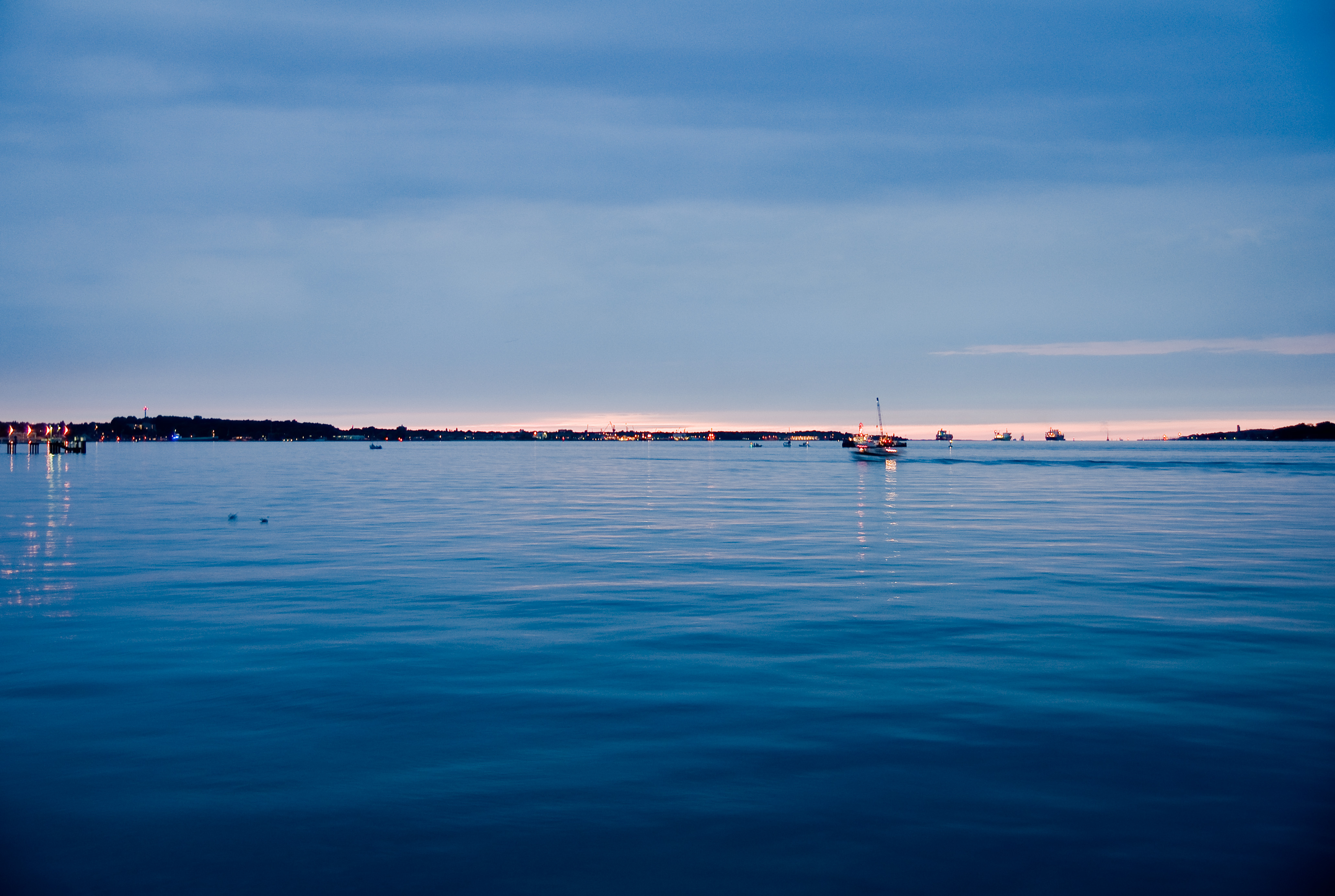
Um 22.35 Uhr nächtliche Sommersonnenwende am Nordhorizont der Kieler Förde; rechts das Marine-Ehrenmal Laboe.
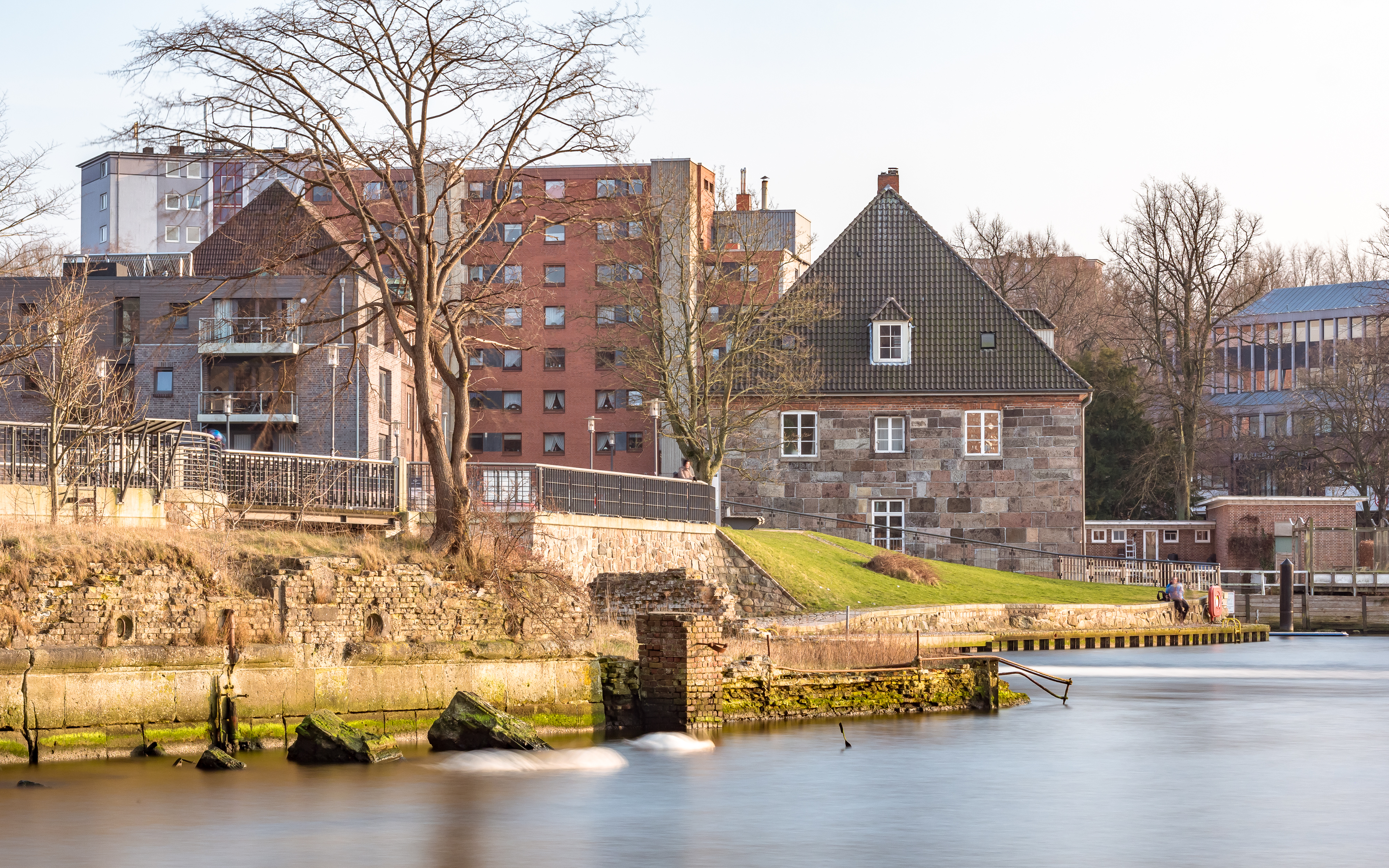
Mündung der Schwentine in die Kieler Förde
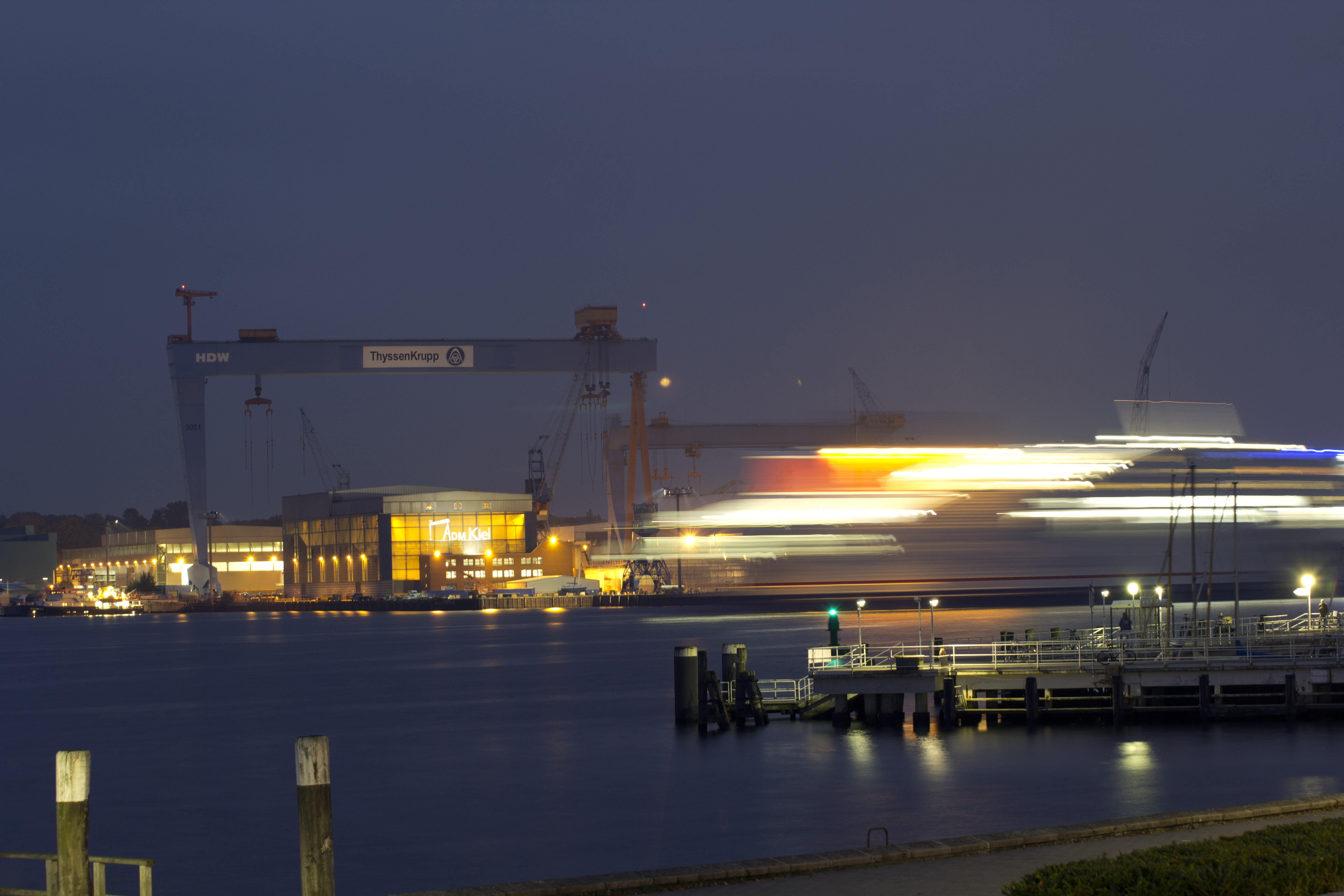
Schiffsverkehr auf der Kieler Förde
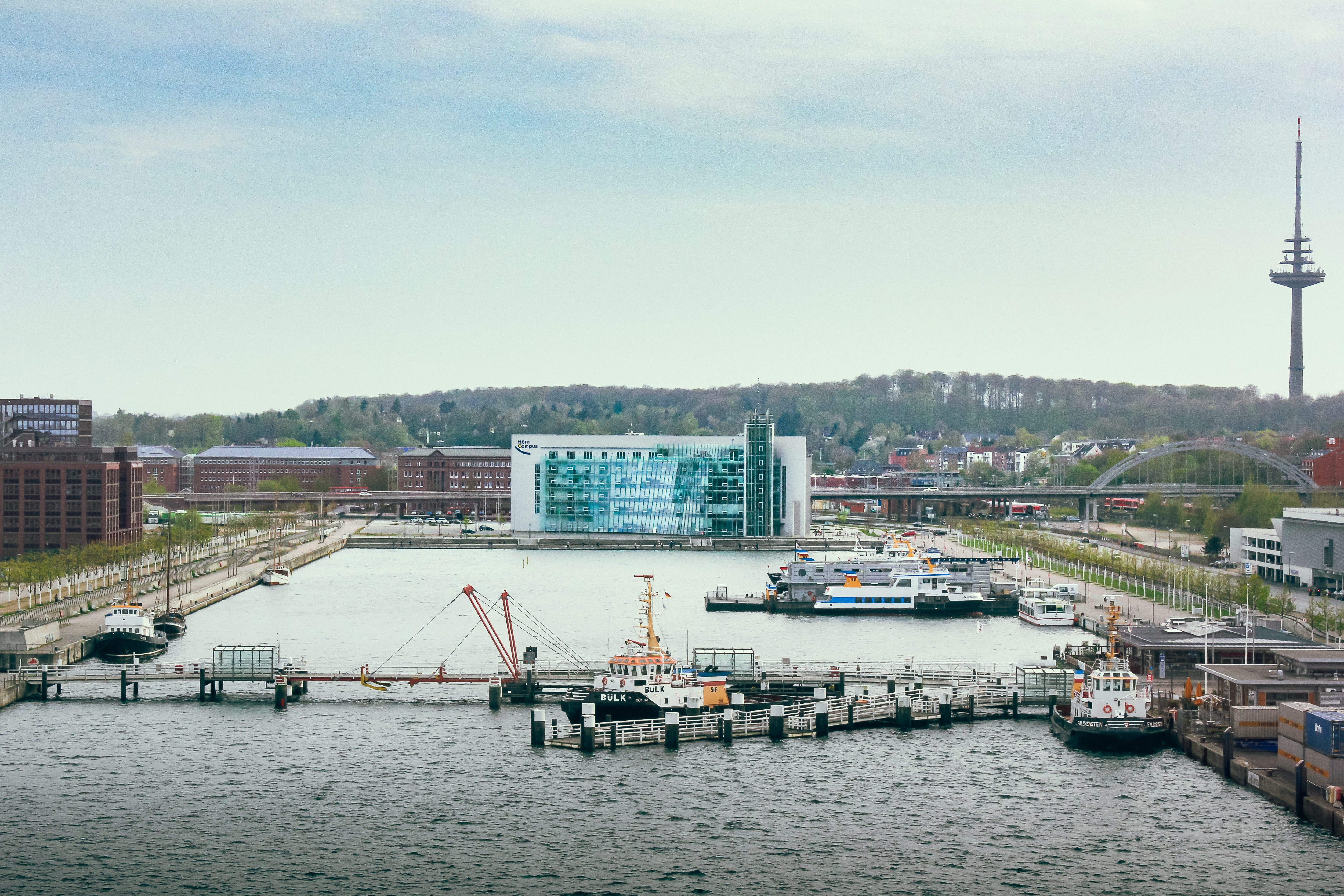
Die Stirnseite der Kieler Förde vom Wasser aus fotografiert.

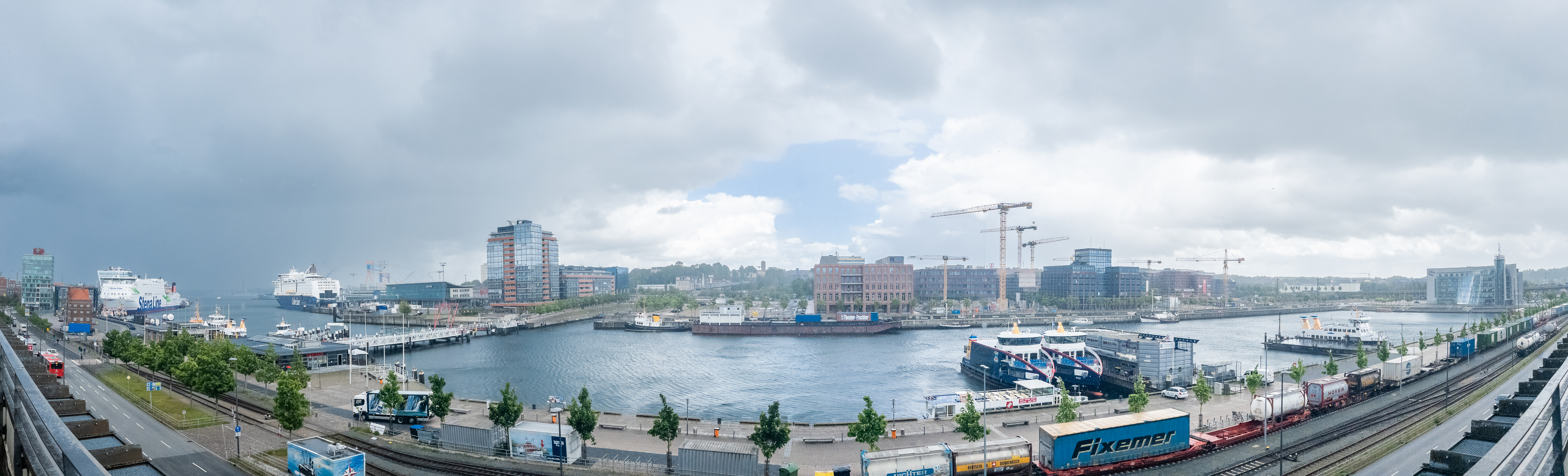
Panorama der Kieler Förde